# Scharndorf
Scharndorf est une commune autrichienne du district de Bruck an der Leitha en Basse-Autriche.